# Frédéric Piquionne
Frédéric Piquionne (* 8. Dezember 1978 in Nouméa, Neukaledonien) ist ein ehemaliger französischer Fußballspieler auf der Position eines Stürmers.

## Vereinskarriere

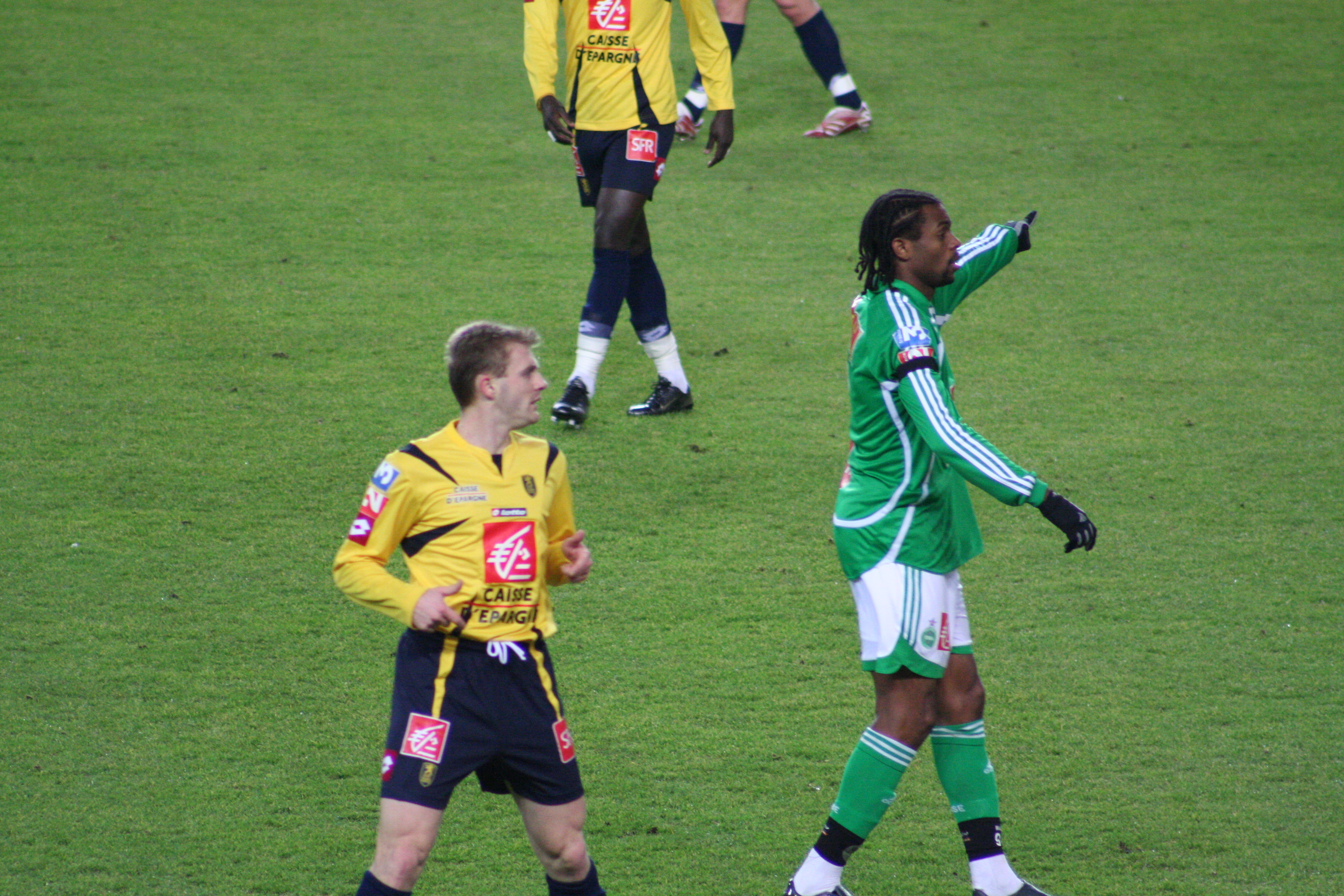
Piquionne als Spieler von AS Saint-Étienne in der Saison 2006/07

Bevor Piquionne, dessen Vorfahren aus Martinique stammen, in der Saison 2000/01 bei Olympique Nîmes für die Division 2 anheuerte, spielte er für die Junioren des Paris FC sowie bei Golden Star aus Fort-de-France in Martinique. 2001 wechselte er zu Stade Rennes und somit in die höchste Spielklasse Frankreichs. Bei Rennes absolvierte er in drei Saisons 63 Spiele und erzielte dabei 18 Tore.
Im Sommer 2004 wechselte er für eine Ablösesumme von drei Millionen Euro von Stade Rennes zur AS Saint-Étienne. Hier erzielte er in der Saison 2004/05 elf Treffer in 37 Spielen. Damit verpasste er nur eine Partie. In der Nachfolgespielzeit traf er jedoch nur sechs Mal. Bis zum Januar 2007 spielte er bei Saint-Étienne; als sein Verein eine 5,5-Mio.-Euro-Offerte von Olympique Lyon ablehnte, weigerte Piquionne sich, weiter für die Verts zu spielen und drohte damit, ganz mit dem Profifußball aufzuhören.
Daraufhin lieh der Klub ihn zunächst für eine Million Euro bis zum Sommer 2007 an die AS Monaco aus. Die Monegassen besaßen darüber hinaus eine Option, Piquionne für zusätzlich sechs Millionen Euro über das Saisonende hinaus verpflichten zu können. Diese Option wurde gezogen, in der neuen Saison erzielte Piquionne in 32 Spielen sieben Tore.
Zur Saison 2008/09 wechselte Piquionne für eine Ablöse von 4,7 Millionen Euro zu Olympique Lyon. Dort erhielt er die Trikotnummer 39 und besaß einen Vertrag bis 2012.
Im August 2009 wechselte er für ein Jahr auf Leihbasis zum FC Portsmouth. Dort sollte er den zu den Tottenham Hotspur abgewanderten Peter Crouch ersetzen. Nach 34 Ligaeinsätzen und fünf Toren für das Profiteam sowie einem Einsatz und zwei Treffern für die zweite Mannschaft kehrte er zum Saisonende nach Frankreich zurück. Am 16. Juli 2010 unterschrieb er einen Dreijahresvertrag bei West Ham United.
Nach über 50 Pflichtspieleinsätzen bei den Hammers und einer Kurzleihe bei den Doncaster Rovers unterschrieb er im Winter 2013 in den USA bei den Portland Timbers.

## Nationalmannschaft
Anstatt für die von der FIFA anerkannte neukaledonische Nationalmannschaft aufzulaufen, entschied sich Piquionne, mit der Nationalmannschaft von Martinique am CONCACAF Gold Cup 2003 teilzunehmen.
Da die Auswahl von Martinique jedoch kein Mitglied der FIFA ist, konnte Piquionne weiterhin für die französische Nationalmannschaft auflaufen. Beim EM-Qualifikations-Spiel am 24. März 2007 gegen Litauen stand er erstmals im Kader der Franzosen; sein Debüt feierte er am 28. März 2007 in einem Freundschaftsspiel gegen Österreich.

## Erfolge
- Spieler des Monats der Ligue 1: Dezember 2004, Dezember 2006